# Hope (电影)
《Hope》（韓語：호프）为计划于2026年夏天上映的韩国科幻惊悚片，由《黄海》、《哭声》的导演羅泓軫执导，黃晸珉、趙寅成、麥可·法斯賓達、艾莉西亞·薇坎德、郑好娟主演。

## 剧情概要
电影讲述在被孤立的港口村庄希望港，因未知的存在而面临村庄被破坏的危机，村民们挺身而出展开殊死搏斗。

## 演员阵容

### 主要人物
- 黃晸珉 饰演 范锡，希望港派出所所长。[7]
- 趙寅成 饰演 成基，为了追踪袭击村庄的敌人而前往山中的青年。[7]
- 郑好娟 饰演 成爱，拥有明确价值观的女巡警。[7]
- 麥可·法斯賓達 饰演 突然降临希望港的外星生命[8]
- 艾莉西亞·薇坎德 饰演 突然降临希望港的外星生命[8]
- 泰勒·羅素 饰演 突然降临希望港的外星生命[8][9]
- 卡梅隆·布莱顿（英语：Cameron Britton） 饰演 突然降临希望港的外星生命[8][10]

## 制作

### 发展
据悉，该片原计划在美国进行制作，因为各种原因罗泓轸导演最终决定在韩国制作该片。业界流传该片将分为三部曲，总制作费预计超过1000亿韩元，投入第一部的制作费预计将超过由崔东勋导演执导的历届韩国电影最高制作费的《外星+人》第一部。罗泓轸导演接受采访表示，无法透露具体的制作费用，为了更细致地讲述故事，构想以三部曲的形式来呈现，但尚未决定以此进行拍摄，目前仅完成第一部的剧本。另外，罗泓轸导演阐述该片企划意图时表示，在社会各处经常看到某些人的善意因立场的差异而最终走向破裂，该片将会呈现这种现象，他也计划将主体意识反映到电影的形式层面，展现至今从未见过的作品。

### 选角
2022年12月，媒体报道黄晸珉将主演罗泓轸导演新片《Hope》，继《哭声》后再次合作。2023年3月初，媒体报道赵寅成将参演该片。3月29日，Deadline报道迈尔克·法斯宾德与艾丽西亚·维坎德参演该片，两人将在片中饰演夫妻。3月30日，媒体报道郑好娟参演该片。同日，片方正式宣布黄晸珉、赵寅成、迈尔克·法斯宾德、艾丽西亚·维坎德及郑好娟担纲该片主演。

### 拍摄
2023年7月，Forged Films与韩国全羅南道海南郡签订业务合作协议，选择位于海南郡的北坪面南昌村一带作为主要拍摄地，预计10月开始在该地拍摄。北坪面位于临近土末村的南端，有很多以广阔的滩涂和天涯海角为生活场所的渔村，其中南昌村所在地是与该片标榜「迄今为止从未见过的全新科幻电影」的电影氛围最为相似，因此被选定为主要拍摄舞台。
主体拍摄于2023年9月开始，2024年3月17日杀青，分别在韩国与海外取景拍摄。

## 发行
2025年7月宣布定于2026年夏天正式上映。